# Sceloporus lundelli
Sceloporus lundelli este o specie de șopârle din genul Sceloporus, familia Phrynosomatidae, descrisă de Smith 1939. A fost clasificată de IUCN ca specie cu risc scăzut.

## Subspecii
Această specie cuprinde următoarele subspecii:
- S. l. gaigeae
- S. l. lundelli